# Kostelická lípa
Kostelická lípa je památný strom u Horní Bělé v přírodním parku Manětínsko. Lípa malolistá (Tilia cordata) stojí při polní cestě ke Spankovu nedaleko hájovny Kostelík v nadmořské výšce 530 m. Strom je starý 200 let, měřený obvod kmene je 300 cm a koruna dosahuje výšky 22 m (měření 1976). Chráněn od roku 1978 pro svůj věk, vzrůst a jako připomínka kostela zbořeného roku 1787.